# Letters From the Earth
Letters From the Earth – drugi studyjny album polskiej grupy muzycznej Undish. Wydany został 1999 roku nakładem Morbid Noizz Productions.

## Lista utworów
1. Letter nr 1 - 3:13
2. Letter nr 2 - 3:19
3. Letter nr 3 - 3:39
4. Letter nr 4 - 5:59
5. Letter nr 5 - 4:45
6. Letter nr 6 - 1:34
7. Letter nr 7  - 5:27
8. Letter nr 8 - 4:30
9. Letter nr 9 - 5:08
10. Letter nr 10 - 0:58

## Twórcy
- Robert Baum - perkusja, śpiew
- Michał Christoph - gitara
- Ada Szarata - śpiew
- Andrzej Walensiak - gitara basowa
- Gracjan Jeran - gitara
- Maciej Niedzielski - gościennie instrumenty klawiszowe
- Michał Kruk - gościnnie instrumenty klawiszowe
- Alek Galas - asystent realizatora
- Piotr Madziar - mastering